# Inês do Palatinado
Inês do Palatinado (em alemão:  Agnes von der Pfalz; 1201 — 16 de novembro de 1267) foi duquesa consorte da Baviera como esposa de Otão II da Baviera.

## Família
Inês foi a segunda filha, a terceira e última criança nascida do conde Henrique V, conde palatino do Reno, e de sua primeira esposa, Inês de Hohenstaufen. Seus avós paternos eram Henrique, o Leão, duque da Saxônia e Baviera, e Matilde de Inglaterra. Matilde era filha do rei Henrique II de Inglaterra e de Leonor da Aquitânia.
Seus avós maternos eram Conrado de Hohenstaufen, conde palatino do Reno, e Irmengarda de Henneberg.
Inês teve um irmão, Henrique VI do Palatinado, marido de Matilde de Brabante, e uma irmã, Irmengarda do Reno, marquesa consorte de Baden como esposa de Hermano V de Baden-Baden.

## Biografia
Em maio de 1222, aos vinte e um anos, Inês casou-se com o futuro duque Otão II, de dezesseis anos, na cidade de Worms, na atual Renânia-Palatinado. Ele era filho de Luís I da Baviera e de Ludmila da Boêmia. Graças a união, a Casa de Wittelsbach herdou o Palatinado, o qual fez parte de suas possessões até 1918. Além disso, desde então o leão integra os brasões da Baviera e do Palatinado.
Com a ascensão do marido como duque em 1231, Inês tornou-se duquesa da Baviera.
Seu marido, Otão, morreu em 29 de novembro de 1253, aos 47 anos de idade. A duquesa nunca mais se casou.
Inês faleceu quase quatorze anos após ficar viúva, em 16 de novembro de 1267. Foi enterrada na Abadia de Scheyern, da Ordem de São Bento, na Baviera, mesmo local de enterro de Otão.

## Descendência
O casal teve cinco filhos:
- Isabel da Baviera (1227 - 9 de outubro de 1273), foi rainha consorte da Germânia, Jerusalém e da Sicília como esposa de Conrado IV da Germânia. Teve descendência;
- Luís II, Duque da Baviera (13 de abril de 1229 - 2 de fevereiro de 1294), foi duque da Alta Baviera e conde palatino do Reno. Foi casado três vezes. Teve descendência;
- Henrique XIII da Baviera (19 de novembro de 1235 - 3 de fevereiro de 1290), foi duque da Baixa Baviera. Foi marido de Isabel da Hungria, filha do rei Bela IV da Hungria. Teve descendência;
- Sofia da Baviera (1236 - 8 ou 9 de agosto de 1289), esposa de Geraldo IV, graf de Hirschberg, com quem teve três filhos;
- Inês da Baviera (m. 7 de dezembro de 1306), foi uma freira.